# Ley Indígena
La Ley 6172 de Costa Rica, titulada «Ley Indígena» es una ley aprobada por la Asamblea Legislativa y promulgada el 29 de noviembre de 1977, que empezó a regir a partir del 20 de diciembre del mismo año.
La misma establece los principios esenciales de autonomía indígena de los derechos de estas comunidades. En su artículo 1 establece que:

Son indígenas las personas que constituyen grupos étnicos descendientes directos de las civilizaciones precolombinas y que conservan su propia identidad.

Y en el artículo 2, establece: 

Las Comunidades lndígenas tienen plena capacidad jurídica para adquirir derechos y contraer obligaciones de toda clase. No son entidades estatales.

Este artículo resulta de particular importancia ya que al establecer la capacidad jurídica y de contraer obligaciones de toda clase, y estipular que no son estatales, algunos juristas han interpretado que dota a los territorios indígenas de autonomía política y jurídica, la cual en la práctica no se cumple.
La ley establece también los límites de los territorios indígenas y se los entrega a perpetuidad y de manera irrenunciable e irreducible, expropia toda propiedad de no indígenas en el territorio (algo que aún no se ha cumplido), prohíbe la concesión de patentes comerciales para la venta de licores y establece que todo comercio que opere en el lugar deberá ser administrado por aborígenes, también prohíbe las excavaciones en sitios arqueológicos salvo las de interés científico organizadas por las instituciones científicas y previa aprobación de la comunidad.
También crea la figura de los Consejos Directivos que deberá tener cada territorio y ser electos por la comunidad, convirtiéndose en sus representantes políticos y sociales. No obstante, el Decreto Ejecutivo que creó el Reglamento de la Ley Indígena fusiona esta figura con la de las Asociaciones Comunales de Desarrollo. Este hecho fue particularmente polémico jurídicamente ya que el convenio 169 de la OIT (el cual obligó a la promulgación de la Ley) claramente expresan que es deber del Estado permitir que los pueblos indígenas se organicen de acuerdo a sus costumbres y cultura, y las Asociaciones de Desarrollo no califican según ciertos estudiosos. El Decreto fue apelado por la Asociación de Mujeres Indígenas ante la Sala Constitucional argumentando violación del convenio internacional y de la letra de la ley, argumentando que las asociaciones de desarrollo no son representativas, no tienen como afiliados a todas las poblaciones y aun así la Ley las faculta para ser administradores políticos y jurídicos de los territorios en cuestión.  La Sala falló en contra del recurso argumentando que el Estado al entregar las tierras a los indígenas tenía potestad de establecer parámetros para su organización y que los pobladores eran libres de afiliarse a las asociaciones si así lo quisieran. De acuerdo con Schliemann tal criterio de la Corte contravendría lo estipulado por la OIT al establecer ésta que es un derecho de los pueblos indígenas y obligación de los estados partes de reconocer, el organizarse como mejor les parezca según sus propias culturas.
Un nuevo proyecto conocido como Ley de Desarrollo Autónomo de los Pueblo Indígenas de Costa Rica fue presentado en el Congreso en 1998 y aprobado por la Comisión de Asuntos Sociales dos veces, sin embargo desde entonces ha permanecido en agenda legislativa sin ser discutido o aprobado en plenario. Si bien fue convocado dentro de la agenda del Ejecutivo durante la administración Solís Rivera y solicitada su aprobación por parte de la ONU, no ha sido visto por los diputados. El proyecto, conocido también como Ley de Autonomía Indígena incluye una serie de reformas que dotarían de verdadera autonomía a los pueblos indígenas como son; la creación de Consejos Territoriales Indígenas electos por todos los miembros de la comunidad mayores de 15 años y que tendrían personería jurídica para representar a los pueblos ante sede judicial, establece que los territorios son independientes reglamentariamente de las municipalidades, se les exime de impuestos y se les permite ejercer en exclusiva la dotación de patentes de explotación comercial que solo pueden ser otorgadas a indígenas, también permitiría a las comunidades indígenas crear sus propios currículum educativos distintos a los del MEP y obliga a las autoridades del Ministerio de Salud a brindar también servicios de medicina tradicional. También elimina la Comisión Nacional de Asuntos Indígenas sustituyéndola por una nueva figura llamada Instituto Nacional Indígena con delegados electos democráticamente por las comunidades indígenas .